# Brothers in Arms: Road to Hill 30
Brothers in Arms: Road to Hill 30 is een tactisch FPS-videospel, gebaseerd op een waargebeurd verhaal.
Het spel is ontwikkeld door Gearbox Software, dat de geschiedenis van de Tweede Wereldoorlog bestudeerde voor dit spel.
Brothers in Arms is gebaseerd op een waargebeurd verhaal over een 101st Airborne Division Parachutisten squad dat tijdens D-Day, op 6 juni 1944, met parachutes voet aan grond zette aan de Franse kust in Normandië, in een poging de Duitse onderdrukking te stoppen. Als sergeant Matt Baker leidt de speler een squad, dat door hem bestuurd wordt.

## Realisme
De makers hebben historische (lucht)foto's gebruikt om de gebieden zo echt mogelijk na te maken. Op bepaalde momenten is het mogelijk om kilometers ver te kijken. Het spel laat de harde, ongecensureerde en emotionele kant van de oorlog zien.
Geluid speelt een belangrijke rol in het spel. Alle gebieden, huizen en personages zijn vergelijkbaar met zoals ze 60 jaar geleden waren, door foto's en luchtfoto's van de Army Signal Corps uit die tijd na te maken en door technisch adviseurs als Colonel John Antal te spreken. Het ontwikkelingsteam is onder meer naar Normandië geweest om de sfeer en omgeving te verkennen. Ook hebben ze met alle wapens uit die tijd geschoten om het vervolgens zo realistisch mogelijk na te maken.
De Veterans of Foreign Wars of the United States, die in de gaten houdt of oorlogsgames geen negatief beeld geven over de oud-militairen, heeft Brothers in Arms goedgekeurd. Ze zeggen het zelfs een goede manier te vinden om de oud-militairen en oorlogsslachtoffers te herdenken.
De paratroepers toentertijd gebruikten het volgende om hun vijand uit te schakelen: Fire and Maneuver. Eerst de vijand vastpinnen (surpressing fire) en dan manoeuvreren langs een van de flanken van de vijand en ze dan uitschakelen. Dit is de manier waarop de parachutisten te werk gingen als ze onder vuur kwamen te liggen door vijandige aanvallen. Deze tactiek moet de speler dan ook veelvuldig gebruiken tijdens het spelen van de game 'Brothers in Arms: Road to Hill 30'.

## Eigenschappen
- Er zijn meer dan twintig karaktereigenschappen, waarvan ieder een eigen uiterlijk en persoonlijkheid heeft;
- Met echte militaire handsignalen kun je je squad, zowel in singleplayer als in multiplayer, leiding geven;
- De AI van de bondgenoten en die van de Duitsers gebruiken dezelfde procedure tijdens het schieten en manoeuvreren om de vijand te doden;
- Historische gebeurtenissen en gebieden zijn zo precies mogelijk nagemaakt, door middel van foto's van de Army Signal Corps, debriefing materiaal en ooggetuigen.

## Opvolgers
Op 6 oktober 2005 kwam Brothers in Arms: Earned in Blood uit op PC, Xbox en PlayStation 2. Deze titel borduurt verder op het verhaal van Road to Hill 30. Brothers in Arms kwam eind 2006 ook naar de PSP. In het eerste kwartaal van 2008 werd het derde deel van Brothers in Arms verwacht; Brothers in Arms: Hell's Highway. Dit deel laat in 'next generation' graphics zien hoe Operatie Market Garden (in Nederland) verliep. Brothers in Arms Hell's Highway verschijnt voor PC, PlayStation 3 en Xbox 360.